# Államok vezetőinek listája 1054-ben
Ezen az oldalon az 1054-ben fennálló államok vezetőinek névsora olvasható földrészek, majd országok szerinti bontásban.

## Európa
- Angol Királyság – Hitvalló Eduárd király (1042–1066)
- Bizánci Birodalom – IX. Kónsztantinosz császár (1042–1055)
- Bretagne-i Hercegség – II. Conan herceg (1040–1066)
- Dánia – II. Svend király (1047–1076)
- Duklja – I. Mihály király (1051–1081)
- Gascogne-i Hercegség (Nyugat-Frankföld vazallusa) – III. Vilmos aquitániai herceg (1052–1086)
- Hispania –
  - Aragóniai Királyság – I. Ramiro király (1035–1063)
  - Barcelonai Grófság – I. Öreg Rajmund Berengár gróf (1035–1076)
  - Granada – Bádísz ibn Habbúsz (1038–1073)
  - Kasztíliai Királyság – I. Ferdinánd király (1037–1065)
  - Leóni Királyság – I. Ferdinánd király (1037–1065) 
    - Első portugál grófság – II. Nuño gróf (1050–1071)

  - Pamplonai Királyság –
    1. V. Nájerai García király (1035–1054)
    2. IV. Peñaléni Sancho király (1054–1076)

  - Pallars grófság –
    - Alsó Pallars grófság – IV. Rajmund gróf (1047–1098)
    - Felső Pallars grófság – I. Artau gróf (1049–1081)

  - Táifák –Abu l-Valíd Muhammad ibn Dzsahvar dzsahvarida vezír (1043–1069)
  - Arab és berber hadúri családok önálló államai.
- Horvát Királyság – I. István király (1030–1058)
- Írország – III. Donnchad főkirály (1022–1064)
  - Connacht – Áed in Gai Bernaig király (1046–1067)
  - Uí Maine – Diarmaid mac Tadgh Ua Ceallaigh, Uí Maine királya (1030–1065)
- Kaukázus
  - Grúz Királyság – IV. Bagrat Bagrationi király (1027–1072)
  - Kaheti Hercegség – Gagik herceg (1039–1058)
- Kijevi Rusz –
  1. I. Bölcs Jaroszláv fejedelem (1019–1054)
  2. I. Izjaszláv Jaroszlávics fejedelem (1054–1068)

  - Polocki Fejedelemség – II. Vszeszláv fejedelem (1044–1068)
- Lengyelország – I. Kázmér lengyel fejedelem (1035–1058)
- Magyar Királyság – I. András király (1046–1060)
- Német-római Birodalom –
  - Areláti Királyság – III. Henrik király (1039–1056)
  - Német Királyság – III. Henrik király (1039–1056)
    - Ausztria – Adalbert őrgróf (1018–1055)
    - Bajorország – VIII. Henrik herceg (1053–1061)
    - Csehország – I. Břetislav fejedelem (1034–1055)
    - Karintia – Welf herceg (1047–1055)
    - Kölni Választófejedelemség – II. Hermann érsek (1036–1056)
    - Lotaringia –
      - Alsó-Lotaringia – Luxemburgi Frigyes herceg (1046–1065)
      - Felső-Lotaringia – Gerhard herceg (1048–1070)
      - Fríziai grófság – I. Flórián holland gróf (1049–1061)
      - Hainaut-i grófság – Richilde grófnő (1049–1055)

    - Mainzi Választófejedelemség – Lipót érsek (1051–1084)
    - Meißeni Őrgrófság – I. Vilmos őrgróf (1046–1062)
    - Svábföld – III. Schweinfurti Ottó herceg (1048–1057)
    - Szászország – II. Bernát szász őrgróf (1011–1059)
    - Trieri Választófejedelemség – Eberhard érsek (1047–1066)

  - Itáliai Királyság –
    - Amalfi Köztársaság – II. János herceg (1052–1069)
    - Beneventói Hercegség –
      1. Rudolf norman herceg, pápai helytartó, (1053–1054)
      2. III. Pandulf herceg, pápai helytartó, (1054–1059)

    - Capuai Hercegség – VI. Pandulf herceg (1050–1057)
    - Gaetai Hercegség – I. Atenulf herceg (1045–1062)
    - Milánó – Guido da Velate milánói érsek (1045–1069)
    - Nápolyi Hercegség – V. Sergius herceg (1042–1082)
    - Salernói Hercegség – II. Gisulf herceg (1052–1077)
    - Spoletói Hercegség – Frigyes toszkánai őrgróf (1052–1055) (régens: Lotaringiai Beatrix (1052–1055))
    - Toszkána – Frigyes őrgróf (1052–1055)
    - Velencei Köztársaság – Domenico Contarini dózse (1043–1071)
- Norvégia – III. Keménykezű Harald király (1047–1066)
- Nyugat-Frankföld – I. Henrik király (1031–1060) 
  - Angoulême-i grófság – Fulkó gróf (1048–1087)
  - Anjou grófság – II. Kalapács Geoffrey gróf (1040–1060)
  - Aquitania – VII. Sólyom Vilmos herceg (1039–1058)
  - Blois-i Grófság – III. Theobald gróf (1037–1089)
  - Boulogne – II. Eustace, Boulogne grófja (1049–1093)
  - Burgundi Hercegség – I. Róbert, Burgundia hercege (1032–1076)
  - Champagne – IV. Odo gróf (1047–1066)
  - Flamand grófság – V. Lillei Balduin gróf (1035–1067)
  - Maine-i grófság – II. Herbert gróf (1051–1062)
  - Namuri Őrgrófság – II. Albert namuri gróf (1031–1063)
  - Normandia – II. Vilmos herceg (1035–1087)
  - Provence – Emma provence-i grófnő (1037–1062)
  - Toulouse-i grófság – Pons toulouse-i gróf (1037–1061)
  - Vermandois-i grófság – IV. Herbert gróf (1045–1080)
- Pápai állam –
- 1054-ben fejeződött be az egyház latin-görög kettészakadása.
  1. IX. Leó pápa (1048–1054)
  2. Interregnum (1054–1055)
- Skót Királyság – Macbeth király (1040–1057)
- Svédország – III. Öreg Emund király (1050–1061)
- Wales
  - Deheubarth – Gruffydd ap Rydderch király (1045–1055)
  - Glywysing- Gruffydd ap Rhydderch (1033–1055)
  - Gwent – Meurig ap Hywel (1045–1055) és Cadwgan ap Meurig (1045–1074) társuralkodók
  - Gwynedd – I. Gruffydd ap Llywelyn király (1039–1063)
  - Powys – Gruffydd ap Llywelyn király (1039–1063)

## Afrika
- Egyiptom és Levante – al-Musztanszir fátimida kalifa (1036–1094)
- Etiópia – Jemrehana Kresztosz császár (1039–1079)
- Hammádida Birodalom (Algéria) –
  1. Hammád szultán (1028–1054)
  2. Muhszin szultán (1054–1055)
- Ifríkija – al-Muizz ibn Badisz zírida emír (1015–1062)
- Marokkó (Tanger és a Ríf környéke) – arab és berber törzsek váltakozó uralma

## Ázsia
- Abbászida Kalifátus
  - Uralkodó – al-Káím kalifa (1031–1075)
  - a hatalom tényleges birtokosa: – Al-Malik ar-Rahím (1048–1055)
    - Transzoxánia – I. Ibráhím karahánida kán (1052–1068)
- Bizánci Birodalom – IX. Kónsztantinosz császár (1042–1055)
- Gaznavida Birodalom – Farruhzád szultán (1052–1059)
- India
  - Csálukja – Interregnum (1042–1068)
  - Csola –
    1. Radzsadhiradzsa Csola király (1044–1054)
    2. II. Rádzsendra Csola király (1054–1063)

  - Gudzsarát – I. Bhimdev király (1021–1063)
  - Kamarúpa – Dharmapála király (1035–1060)
  - Malwa – Bhodzs (vagy Bhodzsa) király (1010–1060)
  - Manipur – Kainou Irengba király (983–1073)
  - Pála Birodalom – III. Vigraha Pála király (1043–1070)
- Japán – Go-Reizei császár (1045–1068)
- Khmer Birodalom – II. Udajaditjavarman, Angkor királya (császára) (1049–1066)
- Kína – Zsen-cung, Szung császár (1022–1063)
- Kitán Birodalom (Liao-dinasztia) – Hszing Cung császár (1031–1055)
- Korea (Korjo-dinasztia) – Mundzsong király (1046–1083)
- Szeldzsuk Birodalom – Togril bég (1038–1063) és Csagri bég (1038–1060) társuralkodók
- Nyugati Hszia-dinasztia – Ji-cung császár (1048–1067)